# (34007) 2000 OS11
2000 OS11 (asteroide 34007) é um asteroide da cintura principal. Possui uma excentricidade de 0.20498480 e uma inclinação de 2.76467º.
Este asteroide foi descoberto no dia 23 de julho de 2000 por LINEAR em Socorro.